# Flugabwehrlehrregiment 6
Das Flugabwehrlehrregiment 6 (FlaLehrRgt 6) in Lütjenburg war zuletzt der einzige Lehrtruppenteil der Heeresflugabwehrtruppe des deutschen Heeres. Der Verband war Teil der 1. Panzerdivision. Als Lehrtruppenteil arbeitete das Regiment mit dem Ausbildungszentrum Heeresflugabwehrtruppe zusammen. Das ehemals unterstellte PzFlakBtl 61 na (nichtaktiv) wurde bereits mit Ablauf des Jahres 2008 aufgelöst. Im März 2010 gab der damalige Inspekteur des Heeres, General Hans-Otto Budde, bekannt, dass das Hauptwaffensystem des Verbandes, der Flugabwehrkanonenpanzer Gepard, aus Kostengründen mit sofortiger Wirkung stillgelegt werde. Das Regiment wurde am 12. Mai 2012 außer Dienst gestellt und bis Ablauf des Jahres 2012 aufgelöst.

## Organisation
Das Flugabwehrlehrregiment 6 gehörte zu den Eingreifkräften und gliederte sich in:
- Stab Flugabwehrlehrregiment 6
- Stab Flugabwehrkampfverband 61: unterstellt sind 3., 5. und 7. Batterie
- Stab Flugabwehrkampfverband 62: unterstellt sind 2., 4. 6. Batterie
- 1./ Stabs- und Versorgungsbatterie: versorgte den Verband mit allen einsatzwichtigen Gütern wie Verpflegung, Munition und Kraftstoff für die Fahrzeuge und Panzer. Auch die Mannschaftssoldaten und Unteroffiziere, die in den verschiedenen Stabsabteilungen Dienst leisteten, gehörten zur ersten Batterie. In dieser Einheit verrichteten sowohl Zeit- und Berufssoldaten als auch Grundwehrdienstleistende ihren Dienst, zum Beispiel als Lastkraftwagenfahrer, Lageristen, Computerspezialisten, Fernmeldemechaniker oder Bürofachkräfte.
- 2./ Panzerflugabwehrkanonenbatterie: Wurde als schießende oder Ketten-Batterie bezeichnet. Diese Einheiten war mit dem Flugabwehrkanonenpanzer Gepard als Hauptwaffensystem und der tragbaren Flugabwehrrakete Stinger als Sekundärbewaffnung ausgerüstet. Sie führten den eigentlichen Kampf gegen Feind aus der Luft. Die Soldaten der schießenden Batterien wurden beispielsweise zu Kommandanten und Richtkanonieren im Flakpanzer, zu Panzer- / Lastkraftwagenfahren, Erkundern oder zu Fernmeldespezialisten ausgebildet.
- 3./ Panzerflugabwehrkanonenbatterie: wie 2. Batterie
- 4./ Panzerflugabwehrkanonenbatterie: wie 2. Batterie
- 5./ Panzerflugabwehrkanonenbatterie: wie 2. Batterie
- 6./ Panzerflugabwehrkanonenbatterie: wie 2. Batterie
- 7./ Panzerflugabwehrkanonenbatterie: wie 2. Batterie
- 8./ Flugabwehraufklärungsbatterie (Putlos): Flugabwehraufklärungsbatterie. Diese Einheit stellte den Verbund des Heeresflugabwehrführungssystems mit ihren Sensoren, dem Luftbereichsüberwachungsradar und dem Nahbereichsradar her.
- 9./ Einsatz-/ Unterstützungsbatterie (Putlos): führte die Grundausbildung am Standort Putlos durch

## Internes Verbandsabzeichen
In der Mitte des internen Verbandsabzeichens war der Flugabwehrkanonenpanzer Gepard, das Hauptwaffensystem des Verbandes, abgebildet. Rechts daneben befand sich die Lütje Burg, Namensgeberin des Standortes und auf der linken Seite sind stilisierte Wellen, die die Nähe zur Ostseeküste versinnbildlichen. Im unteren Teil war das holsteiner Nesselblatt mit den beiden Schleswiger Löwen zu sehen, beides Bestandteile des Schleswig-Holsteiner Landeswappens. Die Farben „Blau-Weiß-Rot“ des Bataillonswappens symbolisierten die des Bundeslandes Schleswig-Holstein.

## Chronik
- 31. August 1956: Aufstellung des Panzerflugabwehrartilleriebataillon 3 (FlaArtBtl 3) in Schleswig, Kaserne Auf der Freiheit
- 1. November 1957: Umbenennung in Flugabwehrartilleriebataillon 6 (FlaArtBtl 6)
- 16. März 1959: Umbenennung des Bataillons in Flugabwehrbataillon 6 (FlaBtl 6)
- 1. April 1962: Verlegung des Bataillons nach Lütjenburg
- 4. August 1977: Ausrüstung mit dem ersten Flugabwehrkanonenpanzer Gepard
- 1. Oktober 1977: Aufstellung Flugabwehrregiment 6 aus Flugabwehrbataillon 6
- 17. August 1987: Unterzeichnung der Patenschaftsurkunde zwischen dem Flugabwehrregiment 6 und der dänischen 14. Luftvaernsafdeling (Varde)
- 1. April 1993: Umbenennung und Umgliederung in Panzerflugabwehrkanonenlehrbataillon 6 und Aufstellung leichte Flugabwehrraketenlehrbatterie 610
- August 1997: Hochwassereinsatz an der Oder zwischen Gartz und Schwedt/Oder
- 28. April 2001: Unterzeichnung der trinationalen Patenschaftsurkunde zwischen dem Panzerflugabwehrkanonenlehrbataillon 6, der dänischen 14. Luftvaernsmissilafdeling (Varde) und dem 3. Pulk Przeciwlotniczy (Stettin)
- 1. Oktober 2002: Unterstellungswechsel zur neu aufgestellten Flugabwehrbrigade 100 in Fuldatal
- August 2002: Hochwassereinsatz an der Elbe zwischen Boizenburg und Lauenburg/Elbe
- April 2006: Hochwassereinsatz an der Elbe im Amt Neuhaus
- Juli 2007: Unterstellungswechsel zur 1. Panzerdivision in Hannover und Umbenennung in Flugabwehrlehrregiment 6.
- 2008: unterstelltes PzFlakBtl 61 na wurde mit Ablauf des Jahres 2008 aufgelöst
- März 2010 gab der damalige Inspekteur des Heeres, General Hans-Otto Budde, bekannt, dass das Hauptwaffensystem des Verbandes, der Flugabwehrkanonenpanzer Gepard, aus Kostengründen mit sofortiger Wirkung stillgelegt werde.
- 26. März 2011: Eine neue Flugabwehrgruppe des Flugabwehrraketengeschwaders 1 „Schleswig-Holstein“ in Husum als Truppenteil der Luftwaffe wurde neu aufgestellt. Die Ausbildung am Nächstbereichschutzsystem MANTIS wurde ab 2011 teils in Lütjenburg bereits in Verantwortung der Luftwaffe durchgeführt. Bedienungspersonal für MANTIS wurde teils von Flugabwehrlehrregiment 6 herangezogen.
- 11. Mai 2012: In der Schill-Kaserne findet das letzte Garnisonsbiwak statt.
- 12. Mai 2012: Der Auflösungsappell des Flugabwehrlehrregiment 6 auf dem Marktplatz zu Lütjenburg findet statt. Dies ist auf den Tag genau 50 Jahre nach der offiziellen Übernahme der Schill-Kaserne, die mit einem durch die Garnisonsstadt führenden Parademarsch übernommen wurde. Im Anschluss an diesen Auflösungsappell findet der Große Zapfenstreich auf dem Sportplatz statt.
- 31. Dezember 2012: Mit Ablauf des 31. Dezember 2012 ist das Regiment offiziell aufgelöst.